# إرميا بول أوستريك
إرميا بول «جيري» أوستريك (بالإنجليزية: Jeremiah P. Ostriker)‏ (من مواليد 13 أبريل 1937) هو عالم فيزياء فلكية وأستاذ في علم الفلك في جامعة كولومبيا كان إرميا أستاذًا فخريًا في جامعة برينستون حيث يستمر أيضًا كعالم أبحاث أول. كما عمل أوستريكر كمدير للجامعة في منصب رئيس جامعة برينستون.

## تعليمه
حصل إرميا على درجة البكالوريوس من جامعة هارفارد ودرجة الدكتوراه في الفلسفة من جامعة شيكاغو.

## مسيرته المهنية والبحثية
عمل إرميا بعد حصوله على درجة الدكتوراه في شيكاغو، في جامعة كامبردج، ثم عمل من من عام 1971 إلى 1995 أستاذًا في جامعة برنستون، وعمل كمساعد هناك في الفترة من عام 1995 إلى عام 2001. وفي الفترة من عام 2001 إلى عام 2003، تم تعيينه كأستاذ فخري لعلم الفلك والفلسفة التجريبية في معهد علم الفلك، بكامبريدج. ثم عاد إلى برينستون كأستاذ في علم الفلك في معهد تشارلز يونغ، وهو الآن أستاذ فخري فيها. يواصل إرميا دراسته العليا في برينستون وأصبح أستاذًا لعلم الفلك في جامعة كولومبيا في عام 2012.
كان إرميا مؤثرًا جدًا في تقدم النظرية القائلة بأن معظم الكتلة في الكون غير مرئية على الإطلاق، ولكنها تتكون من المادة المظلمة. وقد ركز بحثه أيضًا على الوسط بين النجمي، وتطور المجرة، وعلم الكونيات، والثقوب السوداء. وفي 20 يونيو عام 2013، حصل إرميا على جائزة أبطال التغيير في البيت الأبيض عن دوره في إطلاق مشروع مسح سلون الرقمي للسماء، والذي يجعل جميع مجموعات البيانات الفلكية متاحة للجمهور على الإنترنت
يشتهر إرميا أيضًا بمعيار أوستريكر بيبلز المُتعلق باستقرار شكل المجرة.

## الجوائز ومراتب الشرف
- جائزة هيلين ب. وارنر لعلم الفلك في الجمعية الفلكية الأمريكية (AAS) (1972)
- محاضر في هنري نوريس راسل(1980)
- جائزة فاينس بابو INSA-Vainu Bappu التذكارية (1993)
- العضوية الأجنبية في الأكاديمية الملكية للفنون والعلوم (1999) [10]
- وسام كارل شوارزشيلد (1999)
- قلادة العلوم الوطنية) من قبل الرئيس الأمريكي بيل كلينتون(2000)
- الميدالية الذهبية للجمعية الملكية الفلكية (2004)
- انتخب عضوا أجنبيا في الجمعية الملكية (ForMemRS) في عام 2007 [1]
- ميدالية بروس (2011)
- وسام جيمس كريغ واتسون (2012)
- بطل البيت الأبيض للتغيير (2013)
- جائزة جروبر في علم الكونيات (2015)